# سفارت ژاپن در داکا
سفارت ژاپن در داکا (به لاتین: Embassy of Japan) یک سفارت در بنگلادش است که در داکا واقع شده‌است.